# Phylloscyrtus amoenus
Phylloscyrtus amoenus är en insektsart som först beskrevs av Hermann Burmeister 1880.  Phylloscyrtus amoenus ingår i släktet Phylloscyrtus och familjen syrsor. Inga underarter finns listade i Catalogue of Life.